# Грегуш, Ян
Ян Гре́гуш (словац. Ján Greguš, род. 29 января 1991, Нитра, Чехословакия) — словацкий футболист, полузащитник клуба «Хьюстон Динамо» и сборной Словакии.

## Клубная карьера
Начинал карьеру в молодёжном составе клуба «Нитра», перейдя в 2009 году в основной состав. Сыграв за основную команду 4 матча, Грегуш стал футболистом чешского клуба «Баник» из Остравы. В 2013 году был отдан в аренду английскому клубу «Болтон Уондерерс», но на поле так ни разу и не вышел. Известный в прошлом чешский футболист Радек Слончик, занимавший пост спортивного директора «Баника», отметил, что «год, который Грегуш провёл в Англии, дал ему ценный опыт». В «Банике» футболист выступал вплоть до 2015 года, став в осенней части сезона 2014/15 капитаном команды. В декабре 2014 года игрок заключил контракт с клубом «Яблонец». Первый матч за новую команду провёл 20 февраля 2015 года.
В июне 2016 года Грегуш перешёл в датский клуб «Копенгаген», заключив четырёхлетний контракт. В первом же сезоне он вместе с клубом стал чемпионом и обладателем Кубка Дании.
20 декабря 2018 года Грегуш присоединился к клубу MLS «Миннесота Юнайтед», подписав контракт по правилу назначенного игрока. В североамериканской лиге дебютировал 2 марта 2019 года в матче первого тура сезона против «Ванкувер Уайткэпс». Свой первый гол за «Миннесоту Юнайтед» забил 17 марта 2019 года в ворота «Лос-Анджелес Гэлакси». По окончании сезона 2021 «Миннесота Юнайтед» отказалась от опции продления контракта Грегуша.
23 декабря 2021 года во втором этапе Драфта возвращений MLS Грегуш был выбран клубом «Сан-Хосе Эртквейкс». 6 января 2022 года клуб подписал с игроком контракт на сезон 2022 с опцией продления на сезон 2023. За «Эртквейкс» он дебютировал 26 февраля 2022 года в матче стартового тура сезона против «Нью-Йорк Ред Буллз». В конце сезона 2022 «Сан-Хосе Эртквейкс» не продлил контракт с Грегушем.
17 марта 2023 года Грегуш стал игроком клуба «Нэшвилл», подписав контракт на сезон 2023 с опцией продления на сезон 2024. За «Нэшвилл» дебютировал 18 марта 2023 года в матче против «Нью-Инглэнд Революшн», выйдя на замену в конце второго тайма вместо Шона Дейвиса.
3 августа 2023 года Грегуш вернулся в «Миннесоту Юнайтед» в обмен на $75 тыс. в общих распределительных средствах в сезоне 2024 и пик второго раунда Супердрафта MLS 2024. По окончании сезона 2023 «Миннесота Юнайтед» отклонила опцию продления контракта с Грегушем.
5 февраля 2024 года Грегуш подписал контракт с «Хьюстон Динамо» до конца сезона 2024 с опцией продления на сезон 2025. За «Хьюстон Динамо» дебютировал 20 февраля 2024 года в матче Кубка чемпионов КОНКАКАФ против «Сент-Луис Сити», выйдя на замену в конце второго тайма вместо Коко Карраскильи.

## Карьера в сборной
Ян Грегуш с 2009 года выступал в составе юношеской и молодёжной сборных Словакии. В составе последней был капитаном команды. 23 марта 2015 года был вызван в состав главной национальной сборной на товарищеский матч против сборной Люксембурга, однако, на поле не вышел. Дебютировал в футболке сборной 31 марта в товарищеском матче против Чехии, который завершился победой словаков с минимальным счётом. Единственный гол забил Ондрей Дуда, голевую передачу на которого отдал Грегуш. Был включён в состав сборной на чемпионат Европы 2020.

## Достижения
«Копенгаген»
- Чемпион Дании: 2016/17
- Обладатель Кубка Дании: 2016/17